# Украинский легион (Хорватия)
Украинский легион в Хорватии (хорв. Ukrajinska legija u Hrvatskoj; укр. Український легіон у Хорватії) — добровольческое воинское формирование Независимого государства Хорватии, состоявшее из украинских эмигрантов и националистов, служивших в Вермахте.

## Предыстория
16 апреля 1941 года были образованы вооружённые силы Независимого государства Хорватии, в личный состав которых вошли 838 бывших офицеров ВС Австро-Венгрии и 2662 офицера вооружённых сил Королевства Югославии (среди последних было очень много дезертиров). Сухопутные войска стали известны как Хорватское домобранство. Среди служивших в НГХ были уроженцы Королевства Галиция и Лодомерия (современные Польша и Украина) или служившие в полках, расквартированных там — одним из наиболее известных подобных деятелей домобранства был Петар Кватерник, брат Славко Кватерника — он сражался в Первой мировой войне на Восточном фронте, служил в главном штабе УГА и Серожупанной дивизии. Позже перешёл на службу в КСХС, дослужившись до майора, но затем примкнул к усташской эмиграции.
В 1930-е годы Организация украинских националистов и иные украинские эмиграционные движения начали сотрудничество с партией усташей. В лагере Сан-Диметрио, где проходил обучение Владо Черноземский, одним из преподавателей военного дела был Михаил Колодзиинский. Также в своё время с усташским руководством сотрудничали Александр Бандера, Михаил Миушинский, Лев Криско, Роман Куцак, Григорий Купецкий, Михаил Гнатив, Григорий Файда и другие деятели украинской эмиграции. После убийства Александра I Карагеоргиевича они отправились на один из островов к северу от Сицилии, чтобы скрыться от преследования полицией и разведкой Югославии.

## Формирование
Летом 1941 года украинский православный священник Василий Стрильчык обратился с письмом к германскому уполномоченному генералу в Хорватии Эдмунду Гляйзе фон Хорстенау с просьбой сформировать из украинской молодёжи Югославии национальный легион, чтобы потом отправить его на Восточный фронт. Стрильчык рассчитывал таким образом помочь украинской молодёжи выжить в начавшейся в Югославии войне нацистов и их союзников против восставших. Об инициативе Стрильчыка вскоре узнали в украинской общине Загреба и обратились с просьбой к Славко Кватернику. Тот дал своё добро на создание подразделения, поскольку руководство усташей формально не возражало против образования национальных частей в вооружённых силах НГХ. 2 июля 1941 года генерал пехоты Аугуст Марич подписал указ об образовании в составе 369-го пехотного полка «Украинского легиона», который позднее стал отдельным воинским формированием в составе Врбоского дивизионного региона. Одним из организаторов и сторонников создания украинского подразделения в усташских частях был и проводник ОУН в Хорватии Василий Войтановский.
Вскоре начался набор добровольцев. В Вараждине планировалось провести полную организацию легиона и начать боевые учения. Подготовкой занимались как офицеры армии Австро-Венгрии и Королевства Югославии, так и бывшие офицеры армии УНР, эмигрировавшие в Югославию. К тому моменту партизанская война против Германии и её союзников уже была в разгаре. Из 1200 добровольцев окончательный отбор прошли всего 500 человек: они отслужили как минимум год в вооружённых силах, каждому было не больше 40 лет. В основном это были украинские эмигранты из Боснии и украинские студенты Загребского университета. 22 августа 1941 года легион принёс Анте Павеличу присягу, приняв название 1-я рота Украинского легиона (хорв. 1ša satnija Ukrajinske Legije). Униформа легиона соответствовала униформе НГХ, у легиона была нашивка с украинским тризубом на правой стороне гимнастёрки и на правом рукаве. Первым командиром легиона был Дмитрий Луценко, бывший офицер армии Украинской народной республики. Позднее его сменил инженер Владимир Паньков, который и оставался на этом посту до самого конца войны.

## Действия
Летом 1941 года командование Вермахта приняло решение отправить легион в Югославию, исключив возможность участия легиона в боях против СССР. Германцы рассчитывали подавить антиоккупационные выступления среди югослав, рассчитывая, что украинцы при поддержке хорватских фашистов расколют союз четников и партизан, одних из главных противников национал-социалистов и их союзников на Балканах. Преданные идеологии крайнего национализма, украинские легионеры среди усташей с весны 1942 года начали вести борьбу против четников в районе Прнявор—Дервента—Козара и на Козаре, а также против партизан в Боснии. Тем не менее, среди легионеров царило недовольство то, что они формально значились в Усташской войнице (милиции, полурегулярных воинских формированиях НГХ), а не в самом домобранстве НГХ.
За время боёв трое украинцев были награждены серебряными медалями «За храбрость» по указу Анте Павелича: один из них, Михаил Маларчук, получил медаль «за взятие сербской церкви в Пипличах». Командир легиона Луценко получил орден за храбрость за действия «в боях в сербских деревнях Маевац и Ратиште». Ещё пятеро украинцев были отмечены государственными наградами НГХ. Однако эффективность легиона оказалась небольшой: за три года боевых действий легион потерял 120 человек убитыми, несмотря на формальное расширение до батальона. Считается, что легионеры боялись осложнять отношения с четниками-коллаборационистами и вступать в конфликты с мирным населением, чтобы не навлекать гнев четников-коллаборационистов на свои семьи. Это привело к массовым случаям дезертирства и сокращению легиона до 150 человек.
Весной 1943 года под Бихачом легион потерпел поражение от партизан, а к концу года его численность сократилась до 50 человек. Призыв новых добровольцев сорвался, поскольку четники-коллаборационисты не пропустили  украинскую молодёжь на призывные пункты. К весне 1945 года, когда югославская армия партизан и югославские войска в Отечестве почти полностью очистили страну от нацистов и их пособников и союзников, украинские легионеры начали отступать к австрийской границе вместе с германскими и хорватскими войсками, рассчитывая сдаться в плен в британской или американской зоне оккупации Третьего Рейха. Однако значительная часть украинских легионеров на территории Словении была арестована партизанами Иосипа Броза Тито: часть их, по наиболее распространённой версии, была расстреляна на месте, а выжившие заложники в послевоенные годы преданы суду за пособничество оккупантам. Те, кто не был пойман НОАЮ, бежали на Запад, примкнув к хорватской эмиграции.
После капитуляции Германии в 1947 году Владимир Панькив попал под суд, однако в тюрьме он покончил с собой.